# Saïda Keller-Messahli
Saïda Keller-Messahli (* Juli 1957 in einem Vorort von Tunis) ist eine tunesisch-schweizerische Romanistin und islamische Menschenrechtsaktivistin.

## Leben und Wirken
Keller-Messahli, die von der Schweizer Illustrierten zu den «100 wichtigsten Zürcherinnen» gezählt wird, wurde als fünftes von acht Geschwistern in eine Landarbeiterfamilie in Tunesien hineingeboren. Durch «Terre des hommes» wurde sie an eine Pflegefamilie in Grindelwald vermittelt, wo sie vom achten Lebensjahr an für fünf Jahre lebte, weil ihre Familie zu arm war, um sie grosszuziehen. Danach kehrte sie nach Tunesien zurück und absolvierte das Gymnasium. Sie arbeitete u. a. als Flugbegleiterin bei der saudischen Fluggesellschaft Saudi Arabian Airlines. Ende der 1970er Jahre begann Keller-Messahli ein Studium der Rechtswissenschaft an der Universität Zürich, wechselte dann aber zu Romanistik, englischer Literatur und Filmwissenschaft. 1997 schloss sie ihr Studium mit dem Lizenziat ab. Keller-Messahli war Gründerin und Geschäftsführerin der «Stiftung für Palästina» und wurde als solche vom Eidgenössischen Departement für auswärtige Angelegenheiten (EDA) als internationale Beobachterin nach Hebron entsandt. Sie arbeitete auch als Journalistin und Gymnasiallehrerin. Im August 2023 kandidierte sie auf der Liste der EVP für den Nationalrat.

## Kritik am Islamismus
Durch die Lektüre des Buches Die Krankheit des Islam von Abdelwahab Meddeb wurde sie auf die Islam-Problematik aufmerksam und begann aktiv zu werden. 2004 gründete sie das «Forum für einen fortschrittlichen Islam», dessen Präsidentin sie bis heute ist. Keller-Messahli, die selbst keine praktizierende Muslimin ist, ist seither immer wieder in der Schweizer Öffentlichkeit präsent, um für einen liberalen Islam zu werben und den politischen Islam zu kritisieren: «Weil dieser sich gegen jede demokratische Ordnung richtet. Er anerkennt kein menschliches Gesetz. Sein Ideal ist der Gottesstaat.» Sie findet damit auch über die Grenzen der Schweiz hinaus Gehör.
Keller-Messahli gehört zu den Erstunterzeichnern der Freiburger Deklaration säkularer Muslime aus Deutschland, Österreich und der Schweiz – «die Trennung zwischen Staat und Religion ist den konservativen Muslimen nämlich ein Dorn im Auge», so Keller-Messahli. Sie ist ausserdem Mitbegründerin der Ibn-Rushd-Goethe-Moschee in Berlin, die für einen säkularen liberalen Islam steht, der weltliche und religiöse Macht voneinander trennt und sich um eine zeitgemässe und geschlechtergerechte Auslegung des Korans und der Hadithe bemüht.
Am 12. November 2018 beteuerte Frau Keller-Messahli, dass es im Wallis extrem radikale albanische Moscheen gebe («en Valais, il y a des mosquées albanaises extrêmement radicales»). Der Kommandant der Walliser Kantonspolizei widersprach ihr noch am selben Tag, keine einzige Moschee im Kanton Wallis sei radikalisiert («selon le commandant de la police cantonale, aucune mosquée valaisanne n’est radicalisée»).
Saïda Keller-Messahli wirft der SP Schweiz vor, den politischen Islam zu legitimieren, indem die Partei dessen Frauenbild ignoriere, und auch die Grünen Schweiz sollen islamistische Mitglieder in ihrer Partei tolerieren.
Laut Keller-Messahli finanziere das Bundesamt für Sozialversicherungen islamistische Vereine.
In der Niqab-Debatte beteiligt sich Saïda Keller-Messahli mit Beiträgen in diversen Medien und wird oft zitiert.

## Kritik
Die Methoden von Keller-Messahli seien nach einem Artikel in der NZZ von Anfang März 2021 hoch umstritten. Sie vergrössere «den Kreis der Verdächtigen stetig» und stelle «fast alle unter Generalverdacht, die eine andere Sicht auf den Islam haben als sie selbst». Es mangle «nicht an Beispielen dafür, dass sie gemässigt-konservative oder gar progressive Muslime als Verfechter oder zumindest Verharmloser des Islamismus denunziert.» Sie klage an, ohne Beweise liefern zu können. Koranische Begriffe interpretiere sie in ihrem Sinne um, so zum Beispiel «awra» als «unanständig» anstatt «Scham».
Die «Bridge», eine an der Georgetown University in Washington, D.C. von John L. Esposito geleitete Initiative zum Thema Islamophobie, beschuldigt Frau Keller-Messahli, «zu den markantesten Stimmen der Islamophobie in der Schweiz» (among the most prominent voices mainstreaming Islamophobia in Switzerland) zu gehören.
In der Aargauer Zeitung vom 3. Juni 2020 verdächtigte Keller-Messahli die Tulipan-Moscheen, Gelder aus Kuwait zu erhalten und Teil eines salafistischen und radikalen Netzwerks zu sein. Der Gemeindeammann Martin Heiz (FDP) hatte das Projekt als «absolut unterstützenswert» bezeichnet. Andreas Tunger-Zanetti, Islamwissenschaftler und Koordinator des Zentrums Religionsforschung an der Universität Luzern, hat seit 2007 Bauprojekte zugewanderter Religionsgemeinschaften sowie den Islam in der Schweiz erforscht. Er bezeichnet ihre Anschuldigungen als «Geraune ohne belastbare Belege». Bezüglich der ebenfalls beschuldigten Moschee in Netstal fügte er an: «2016 [haben etwa] Tele Südostschweiz und später auch SRF online recherchiert. Weder in der Buchhaltung noch anderweitig liessen sich die von Keller-Messahli unterstellten Verbindungen finden.»
Zürich sandte ab 2017 kein Strafvollzugspersonal mehr in die Kurse des Schweizer Ausbildungszentrums für das Strafvollzugspersonal, welche von Keller-Messahli mit geleitet worden waren. Eine Sprecherin wies auf den Grundsatz der Justizdirektion hin, wonach deren Haltung der «Integration und interreligiösen Zusammenarbeit» nicht mit der Haltung von Keller-Messahli übereinstimme. Der von ihr 2017 kritisierte St. Galler Sicherheitsdirektor Fredy Fässler wartete ein Jahr später immer noch auf ihre «Hinweise auf Radikalisierung in St. Galler Moscheen». Er meinte 2018 dazu: «Mein Eindruck verstärkt sich, dass sie sich radikalisiert hat, wenn ich nun von den neuen Vorwürfen höre.»
In der Affäre rund um das Museum der islamischen Zivilisationen 2016 spricht Théo Huguenin-Elie, Präsident des Gemeinderates von La Chaux-de-Fonds, von ihrem «merkwürdigen Bezug zu den Institutionen, zur Demokratie und zum Gesetz» (son «rapport à l’institution, à la démocratie, aux lois (…) assez étrange»).
Der Theologe Hansjörg Schmid kritisiert in ihrem Buch Islamistische Drehscheibe Schweiz einen Mangel an Nuancen und Quellen. Für Reinhard Schulze «verharrt Keller-Messahli in populistischen Stereotypen». In ihrem Buch «werden stereotyp Informationen mit wertenden Deutungen präsentiert, die keinerlei Nachprüfung erlauben». Er erwähnt eine «verschwörungstheoretische Umgarnung von Halb- und Viertelwahrheiten».
Schweizerische und österreichische Balkan-Experten kritisieren ihre Kurz-Zusammenfassung der Geschichte des Islam im Jahr 2018 als «voller Fehler»; so schrieb Nada Boškovska, Professorin an der Universität Zürich: «Sosehr ich Frau Keller-Messahli für ihre mutigen Stellungnahmen zur Aktualität schätze – sie ist ganz offensichtlich keine Historikerin und keine Balkanexpertin.» Der u. a. für das Meinungs- und Debattenmagazin The European schreibende Autor Julian Tumasewitsch Baranyan würdigte Keller-Messahli dagegen in einer 9-teiligen Serie und erklärte, warum er die Kritik an Saïda Keller-Messahli und dem Österreichischen Integrationsfonds für unberechtigt hält. Für die NZZ erweist sich Frau Keller-Messahli «eher als Missionarin denn als Expertin», ihr Text sei «ein tollkühner Ritt durch fünfhundert Jahre Geschichte, bei dem die Autorin über Jahreszahlen und Namen strauchelt und vollends auf Abwege gerät, wenn es um die Einordnung und die Bewertung historischer Prozesse geht». Ganze Teile seien «frei erfunden oder allenfalls aus obskuren serbischen Schriften abgeschrieben». Noch unbefriedigender sei die Darstellung der jüngsten Geschichte. Frau Keller-Messahli sei «auf dem Holzweg». «Dass der Österreichische Integrationsfonds eine solche Schrift herausgibt, ist erstaunlich – oder vielleicht doch nicht? In der öffentlichen Auseinandersetzung um den Islam zählt mittlerweile die Gesinnung mehr als das Fachwissen. Wer im heutigen Meinungsklima in Anspruch nimmt, vor subversiven Islamisten zu warnen, die von ‹naiven Politikern› unterschätzt würden, braucht keine Fachkenntnisse vorzuweisen. Deshalb kann Keller-Messahli darauf verzichten, die relevante Literatur zu lesen, mit Experten zu sprechen oder sich gar ein Bild vor Ort zu machen.»
Im Rahmen seines Einbürgerungsgesuchs bezeichnet Frau Keller-Messahli den Wiler Imam Bekim Alimi als «ein Rädchen im System, das hilft, damit der salafistische Einfluss bestehen bleibt. Dieser Einfluss stellt eine Gefahr dar, da jeder Dschihadist und jeder islamistische Terrorist auch ein Salafist ist.» Laut der St. Galler Kantonspolizei, dem Staatssekretariat für Migration und dem Nachrichtendienst des Bundes liegen jedoch nach umfassenden Abklärungen «keine Sachverhalte» vor, die «eine Ablehnung der Einbürgerung rechtfertigen».
In der SonntagsZeitung vom 8. und 15. November brachte sie Pascal Gemperli in Verbindung mit islamistischen Extremisten und indirekt mit Terroristen. Am 10. Januar 2021 druckte die SonntagsZeitung eine Gegendarstellung.
Bezüglich der Trägerin des Anna-Göldi-Menschenrechtspreises, Amira Hafner-Al Jabaji, beteuerte sie am 5. Februar 2021 im Blick: «Amira Hafner-Al Jabaji versucht seit Jahren, dem politischen Islam die Tür zu öffnen.»
Die Islamkritikerin hat sich einen Status als Extremismus-Expertin erarbeitet, doch ihre Methoden werden oft kritisiert.

## Auszeichnungen
- 2016: Menschenrechtspreis der Schweizer Sektion der Internationalen Gesellschaft für Menschenrechte[36]

## Privates
Sie war mit einem Psychoanalytiker verheiratet und hat zwei Söhne. Ihr Mann ist verstorben.

## Werke
- Islamistische Drehscheibe Schweiz. 2017, NZZ Libro, ISBN 978-3-03810289-2.